# Владикавказская улица (Владикавказ)
Владикавказская улица — улица во Владикавказе, Северная Осетия, Россия. Находится в Северо-Западном муниципальном округе между Московским шоссе улицей и улицей Алихана Гагкаева. Начинается от Московского шоссе.
Владикавказская улица пересекается с улицами Цоколаева, Астана Кесаева и Генерала Дзусова.
Улица образовалась в 70-е годы XX века. 23 ноября 1976 года городской совет присвоил одной из новых улиц в 7 и 9 микрорайонах наименование Владикавказская улица.